# Eugen Jäckh
Eugen Jäckh (* 20. April 1877 in Stuttgart; † 4. Mai 1954 in Stuttgart) war ein württembergischer evangelischer Pfarrer. Er beschäftigte sich intensiv mit den beiden Theologen Johann Christoph Blumhardt und vor allem mit dessen Sohn Christoph Blumhardt.

## Leben und Wirken
Eugen Jäckh studierte Evangelische Theologie an der Eberhard Karls Universität Tübingen und legte dort 1899 seine erste theologische Dienstprüfung ab. Seine Vikariatszeit verbrachte er 1902 in Trossingen und Heilbronn und von 1904 bis 1906 in Göppingen, seine zweite theologische Dienstprüfung fand 1905 statt. Kurze Zeit war er Pfarrverweser in Mühlhausen a.N. (1906 bis 1907) und in Weidenstetten (1907 bis 1908). Von 1908 bis 1911 wirkte er, veranlasst durch Christoph Blumhardt, mit dem er seit seiner Jugend in Verbindung stand, als Pfarrer in Bad Boll, von 1911 bis 1921 in Öhringen und von 1921 bis zum Eintritt in den Ruhestand 1938 in Göppingen.
Jäckh gab zahlreiche Schriften von Christoph Blumhardt heraus und verfasste Biografien über ihn und seinen Vater.
Frühzeitig war Jäckh ein Kritiker des Nationalsozialismus. Während seiner Dienstzeit in Göppingen geriet er öfters in Konflikt mit der NSDAP.

## Veröffentlichungen
- Ein Arbeiter. Schauspiel in drei Aufzügen. Insbesondere für evangelische Arbeitervereine bestimmt. Heilbronn 1906.
- Blumhardt Vater und Sohn und ihre Botschaft. Furche-Verlag, Berlin 1925.
- (Hrsg.): Christoph Blumhardt / Der Heiland kommt. Neuwerk-Verlag, Schlüchtern 1925.
- (Hrsg.): Christoph Blumhardt / Vom Glauben bis ans Ende. Aus Predigten und Andachten. Furche-Verlag, Berlin 1926.
- (Hrsg.): Christoph Blumhardt / Kurze Besprechung des Vaterunsers oder des Reichsgebets. Philadelphia-Verlag, Stuttgart 1929.
- Zwei Jünger. Aus dem Leben der Evangelisten Markus und Lukas. 2. Aufl. Furche-Verlag, Berlin 1930.
- Johann Christoph Blumhardt. Ein Mann des Glaubens und der Hoffnung. Acker-Verlag, Berlin 1932 (2. Aufl. 1947).
- (Hrsg.): Christoph Blumhardt / Von der Nachfolge Christi. 5. Aufl. Furche-Verlag, Berlin 1933.
- (Hrsg.): Christoph Blumhardt / Schöpfung und Erlösung. Evangelischer Missionsverlag, Berlin 1935.
- (Hrsg.): Christoph Blumhardt / Abendgebete für alle Tage des Jahres. Furche-Verlag, Berlin 1937.
- (Hrsg.): Christoph Blumhardt / Der Kampf des Glaubens. Furche-Verlag, Berlin 1938.
- (Hrsg.): Christoph Blumhardt / Der Sieg des Glaubens. Furche-Verlag, Berlin 1938.
- (Hrsg.): Christoph Blumhardt / Vom Reich Gottes. Furche-Verlag, Berlin 1939.
- (Hrsg.): Christoph Blumhardt / Von der Liebe Gottes. Furche-Verlag, Berlin 1939.
- (Hrsg.): Christoph Blumhardt / Hausandachten für alle Tage des Jahres. 3. Aufl. Furche-Verlag, Berlin 1940.
- Christoph Blumhardt. Ein Zeuge des Reiches Gottes. Basler Missionsbuchhandlung, Basel 1950.
- Doris Blumhardt. Die Gehilfin eines Gottesmannes. 2. Aufl. Evangelischer Missionsverlag, Stuttgart 1951.
- Vergangenheit – Zukunft – Gegenwart. 100 Jahre Bad Boll (= Herrnhuter Hefte, Bd. 2). Appel, Hamburg 1952.
- Dass der Mensch zum Menschen werde. Vom Ziel Gottes in der Geschichte. Verlag Silberburg, Stuttgart 1955.
- (Hrsg.): Christoph Blumhardt / Von der Führung Gottes. Briefe an die Freunde. Steinkopf, Stuttgart 1955.
- Geschichte der Oberhofenkirche zu Göppingen. Silberburg-Verlag, Stuttgart 1956.